# Керницький Назар Аскольдович
Наза́р Аско́льдович Керницький (4 жовтня 1986, м. Івано-Франківськ — 7 січня 2024, м. Авдіївка) — український військовик, учасник оборони Авдіївки, нагороджений «Золотим Хрестом» від Валерія Залужного.

## Біографія
Народився 4 жовтня 1986 року в Івано-Франківську. Закінчив вище професійне училище № 13, де здобув фах електромеханіка. У 2021 році влаштувався на роботу за спеціальністю.
У лютому 2022 року долучився до Сил Оборони України. Воював у складі 110-ї окремої механізованої бригади імені Марка Безручка. Боронив країну на Донецькому напрямку.
Загинув 7 січня 2024 року при обороні міста Авдіївка, потрапивши під мінометний обстріл. У військовослужбовця залишилися мати й сестра.

## Нагороди
- Відзнака Головнокомандувача Збройних сил України «Золотий хрест»
- Відзнака Президента «За оборону України»
- Медаль «НепереможнІ»
- Медаль «За оборону Авдіївки»
- Медаль «Захиснику Вітчизни»[4]